# 川崎努
川崎 努（かわさき つとむ、1969年6月13日 - ）は、茨城県出身の元ショートトラック選手。1992年アルベールビルオリンピックショートトラック男子5000mリレー銅メダリスト。現在は、日本オリンピアンズ協会の監事を務めている。